# Lasarte-Oria
Lasarte-Oria é um município da Espanha, na província de Guipúscoa, no País Basco. Tem 6,01 km² de área e em 2021 tinha 18 893 habitantes (densidade: 3 143,6 hab./km²). Limita com os municípios de San Sebastián, Usurbil, Hernani, Urnieta e Andoain.